# DSオートモビルズ・DS9
DSオートモビルズ・DS9は、DSが生産・販売するセダン型の乗用車（Eセグメント）である。

## 概要
シトロエンから独立した高級ブランドDSが、独立後にDS7クロスバック、DS3クロスバックに続いて開発した3番目の車種である。当初、DS 9は2019年4月に上海モーターショーで発表される予定だったが、その後、同年11月に行われる中国の広州モーターショーに延期されて結局、2回の発表が行われた。 
長安PSA自動車（CAPSA）の経営終了後、中国市場向けのDSが製造されている深圳工場を引き継いだPSAと長安自動車の合弁会社は、深圳での次のDS9を含むDSを生産する契約に署名して、中国で生産されることとなった。
DS 9は、2020年2月27日に報道機関に発表され、2020年3月3日のジュネーブモーターショーで初公開される予定だったが、世界的に新型コロナウイルス感染症（Covid-19）が流行していたため発表が遅れた。
2022年3月17日、ステランティスジャパンが日本発売を発表。
2022年10月、パリモーターショーで限定車、オペラ・プルミエールを発表。